# Benediktbeuern
Benediktbeuern là một xã tại huyện Bad Tölz-Wolfratshausen ở Bayern, Đức. 
Benediktbeuern có một tu viện nổi tiếng, trước đây thuộc dòng Benedictine, được gọi là chủng viện Benediktbeuern, được thành lập vào năm 739. Tên này nổi tiếng vì bản thảo bài Carmina Burana được tìm ra ở đó vào năm 1803 và sau đó được viết thành nhạc bởi Carl Orff. Từ năm 1930 dòng Salesians of Don Bosco sống ở trong tu viện này.
Johann Wolfgang von Goethe đã viếng thăm Benediktbeuern trong chuyến đi thứ ba tới Ý vào năm 1786.
Benediktbeuern là một trong những làng đã giữ được cấu trúc của một làng cổ truyền gần dãy núi Alps. Từ làng này du khách có thể viếng thăm nhiều nơi trong ngày, bởi vậy nên nó cũng là một khu du lịch. Nhiều người ở dây đi làm ở Penzberg, Wolfratshausen/Geretsried vàMunich.

## Giao thông
Những tuyến đường giao thông quan trọng là đường cao tốc từ München tới Garmisch-Partenkirchen và đường quốc lộ 472 từ Đông sang Tây. Những tuyến đường giao thông công cộng bắt đầu từ trạm xe lửa Benediktbeuern, nơi xe lửa chạy từ Kochel tới Munich qua Tutzing, và xe buýt chạy tới Bad Tölz.